# Heliocentrismo copernicano

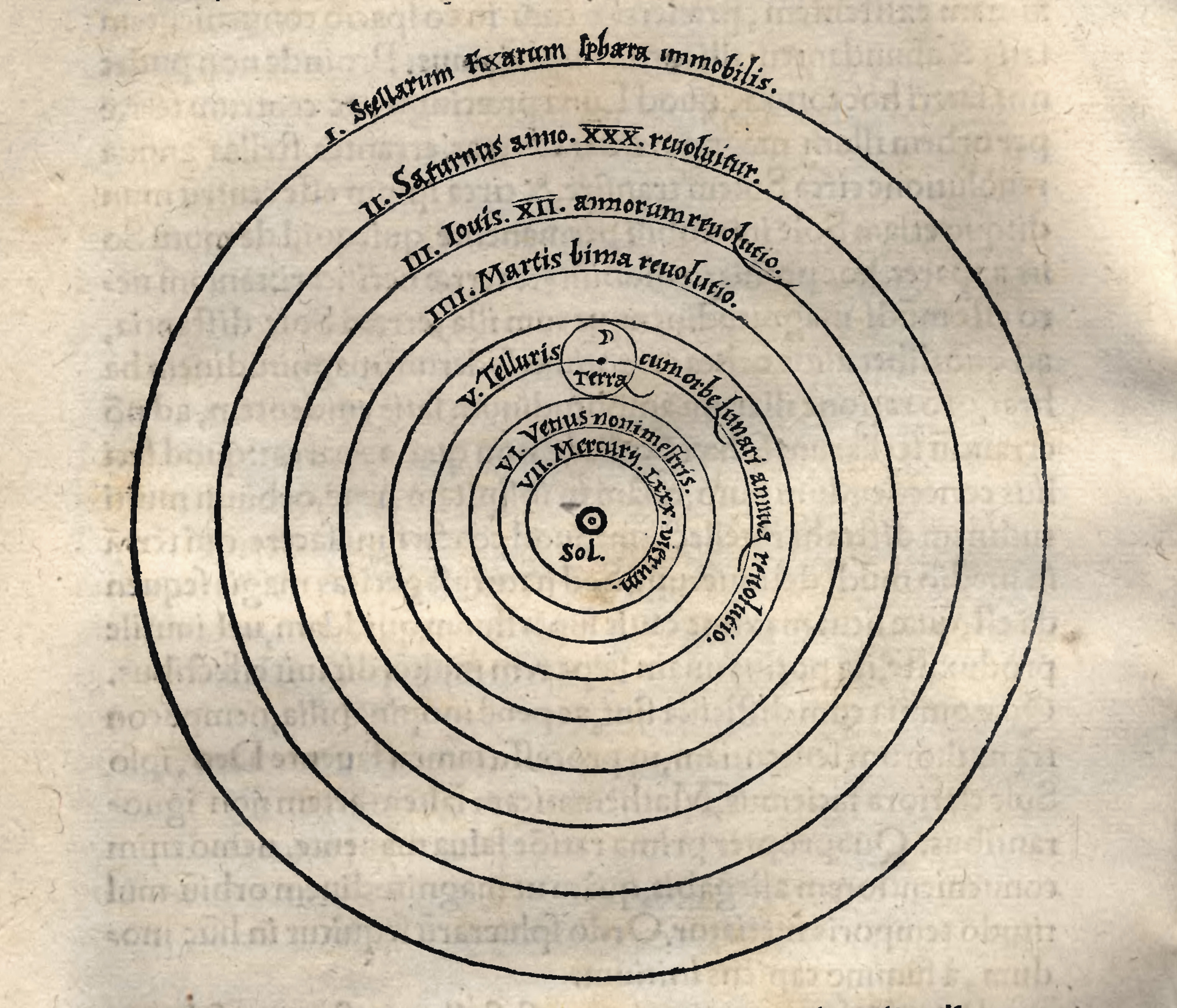
Modelo heliocêntrico de De revolutionibus orbium coelestium (Sobre as Revoluções das Esferas Celestes), de Nicolau Copérnico

Heliocentrismo copernicano é o modelo astronômico desenvolvido por Nicolau Copérnico e publicado em 1543. Esse modelo colocou o Sol no centro do Universo, imóvel, com a Terra e os demais planetas girando ao seu redor em trajetórias circulares, modificadas por epiciclos e a velocidades uniformes. O modelo copernicano substituiu o modelo geocêntrico de Ptolomeu que prevalecera por séculos, o qual colocava a Terra no centro do Universo.
Embora Copérnico já tivesse compartilhado, por volta de 1514, um esboço de sua teoria heliocêntrica com alguns colegas, ele só decidiu publicá-lo mais tarde, por insistência de seu pupilo Rheticus. Seu desafio foi apresentar uma alternativa prática ao modelo ptolomaico, determinando de modo mais elegante e preciso a duração de um ano solar, ao mesmo tempo que preservava as implicações metafísicas de um cosmos ordenado matematicamente. Assim, seu modelo heliocêntrico manteve vários elementos ptolomaicos, acarretando imprecisões, como as órbitas circulares dos planetas, epiciclos e velocidades uniformes, mas empregou ideias como:
- A Terra é um dentre vários planetas que giram ao redor de um Sol estacionário em uma ordem definida.
- A Terra tem três movimentos: rotação diária, revolução anual e inclinação anual de seu eixo.
- O movimento retrógrado dos planetas é explicado pelo movimento da Terra.
- A distância da Terra ao Sol é pequena em comparação à distância do Sol às estrelas.

## Contexto

### Antiguidade
Filolau (século IV a.C.) foi um dos primeiros a propor o movimento da Terra, provavelmente inspirado pelas teorias de Pitágoras sobre um globo esférico e em movimento. No século III a.C., Aristarco de Samos propôs o que se conhece como o primeiro modelo sério de Sistema Solar heliocêntrico, desenvolvendo algumas teorias de Heraclides Pôntico (que falava de uma “rotação da Terra em seu eixo” a cada 24 horas). Embora seu texto original tenha se perdido, uma referência na obra O Contador de Areia (Archimedis Syracusani Arenarius & Dimensio Circuli) de Arquimedes descreve o trabalho em que Aristarco apresentou esse modelo heliocêntrico. Arquimedes escreveu:
Você [Rei Gelon] está ciente de que o ‘universo’ é o nome dado pela maioria dos astrônomos à esfera cujo centro coincide com o centro da Terra, enquanto seu raio é igual à linha reta entre o centro do Sol e o centro da Terra. Esta é a explicação comum que você tem ouvido dos astrônomos. Mas Aristarco publicou um livro que contém certas hipóteses, no qual, em consequência dos pressupostos adotados, parece que o universo é muitas vezes maior do que o ‘universo’ acima mencionado. Suas hipóteses são de que as estrelas fixas e o Sol permanecem imóveis, que a Terra gira ao redor do Sol na circunferência de um círculo, com o Sol situado no meio do Piso, e que a esfera das estrelas fixas, situada em torno do mesmo centro que o Sol, é tão grande que o círculo no qual ele supõe que a Terra se movimenta é para a distância das estrelas fixas como o centro da esfera é para a sua superfície.— O Contador de Areia
É um equívoco comum afirmar que a visão heliocêntrica foi rejeitada pelos contemporâneos de Aristarco. Esse equívoco resulta da tradução feita por Gilles Ménage de um trecho da obra Sobre a Face Visível no Orbe da Lua, de Plutarco. Nele, Plutarco conta que Cleanthes (contemporâneo de Aristarco e chefe dos estoicos), como adorador do Sol e adversário do modelo heliocêntrico, teria brincado dizendo a Aristarco que ele deveria ser acusado de impiedade. Ménage, logo após os julgamentos de Galileu e Giordano Bruno, trocou o acusativo (o objeto do verbo) pelo nominativo (o sujeito da frase), de forma que a acusação de impiedade recaiu sobre quem defendia o heliocentrismo. Assim criou-se o engano de um Aristarco isolado e perseguido, que ainda hoje é reproduzido.

#### Sistema ptolomaico

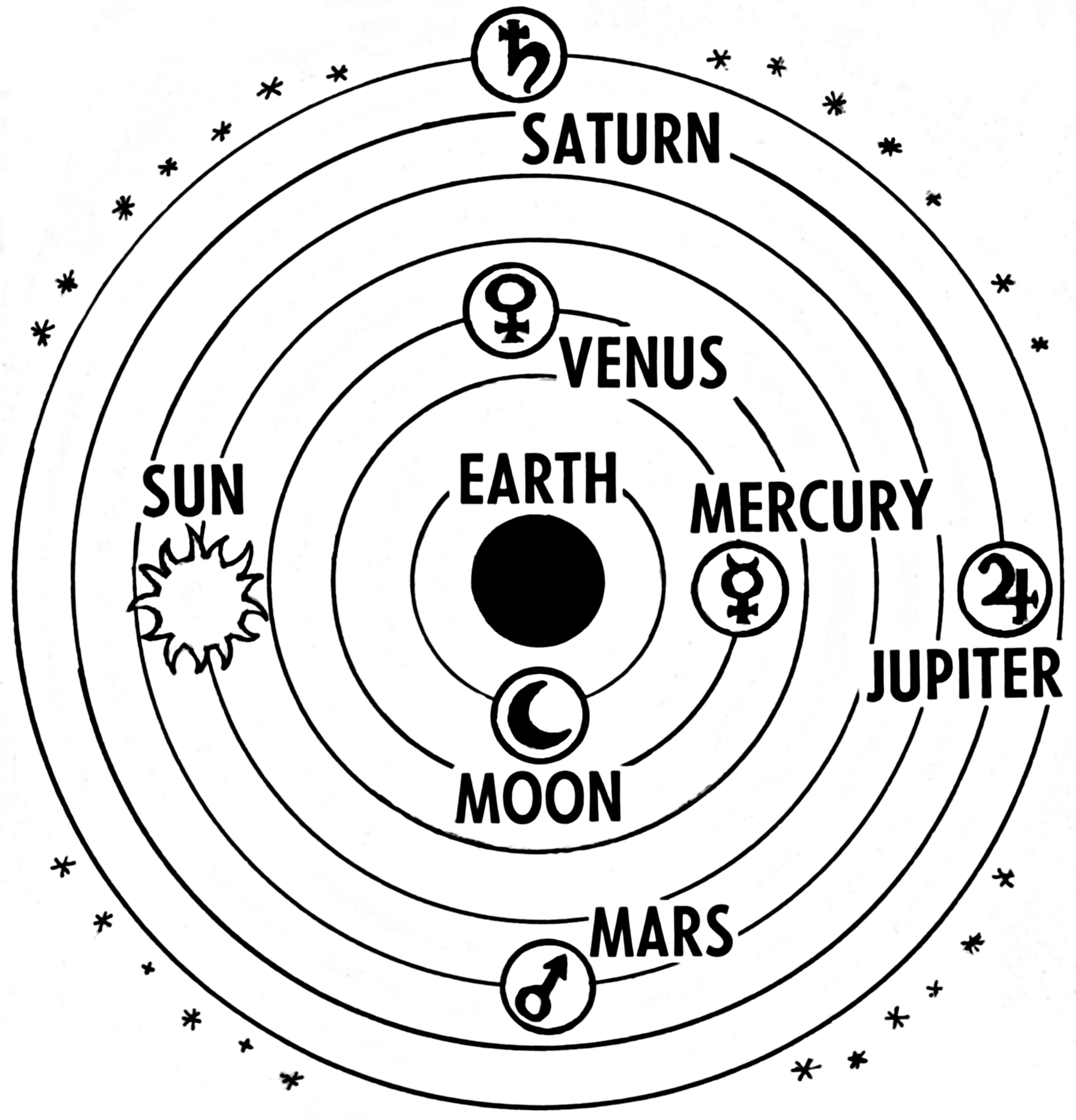
Desenho do sistema ptolomaico

O modelo astronômico dominante na Europa durante os 1 400 anos anteriores ao século XVI foi o Sistema ptolomaico, modelo geocêntrico elaborado pelo cidadão romano Cláudio Ptolomeu em seu Almagesto, por volta de 150 d.C. Durante toda a Idade Média, ele era citado como o texto de autoridade em astronomia, embora seu autor fosse pouco compreendido e frequentemente confundido com um dos governantes ptolomaicos do Egito. O Sistema ptolomaico se baseava em diversas teorias anteriores que mantinham a Terra como centro imóvel do universo. As estrelas estariam fixadas em uma grande esfera externa que girava relativamente depressa, enquanto os planetas habitariam esferas menores entre ela, uma esfera para cada planeta. Para explicar anomalias aparentes nessa visão, como o movimento retrógrado dos planetas, era usado um sistema de deferentes e epiciclos. Dizia-se que o planeta descrevia um pequeno círculo (o epiciclo) em torno de um centro, que por sua vez girava em um círculo maior (o deferente) em torno de um ponto no ou perto do centro terrestre.
Uma teoria complementar à de Ptolomeu empregava esferas homocêntricas: as próprias esferas nas quais os planetas se moviam poderiam girar um pouco. Essa teoria precede Ptolomeu (foi primeiramente elaborada por Eudoxo de Cnido; à época de Copérnico era associada a Averróis). Também eram populares variações como os excêntricos — em que o eixo de rotação estava deslocado e não exatamente no centro. Além disso, postulava-se que os planetas não mantinham um movimento perfeitamente uniforme e circular, exibindo movimentos irregulares que se traduziam em retrogradação ao longo de certos períodos — o que deu origem ao uso de epiciclos para explicar essas trajetórias.
A contribuição singular de Ptolomeu para essa teoria foi o equante — um ponto em torno do qual o centro do epiciclo de um planeta se movia com velocidade angular uniforme, mas esse ponto não coincidia com o centro de seu deferente. Isso violava um dos princípios fundamentais da cosmologia aristotélica — de que os movimentos planetários deveriam ser descritos em termos de movimento circular uniforme — e era considerado um grave defeito por muitos astrônomos medievais.

#### Aryabhata
No ano 499 d.C., o astrônomo e matemático indiano Aryabhata, influenciado pela astronomia grega, propôs um modelo planetário que incorporava explicitamente a rotação da Terra em seu eixo, explicando esse movimento como a causa do aparente movimento para o oeste das estrelas. Ele também acreditava que as órbitas dos planetas eram elípticas. Os seguidores de Aryabhata foram particularmente numerosos no sul da Índia, onde seus princípios sobre a rotação diurna da Terra, entre outros, foram adotados, dando origem a diversos trabalhos secundários baseados neles.

### Idade Média

#### Astrônomos islâmicos
Vários astrônomos islâmicos questionaram a aparente imobilidade e a centralidade da Terra no universo. Alguns aceitavam que a Terra girava em seu próprio eixo, como Al-Sijzi, que inventou um astrolábio baseado na crença, tida por alguns de seus contemporâneos, “de que o movimento que vemos se deve ao movimento da Terra e não ao do céu”. A evidência de que outros, além de Al-Sijzi, sustentavam essa visão é confirmada por uma fonte árabe do século XIII que afirma: “De acordo com os geômetros (muhandisīn), a Terra está em constante movimento circular, e o que nos parece ser o movimento dos céus é na verdade devido ao movimento da Terra, e não das estrelas.”
No século XII, Nur ad-Din al-Bitruji propôs uma alternativa completa ao sistema ptolomaico (ainda que não heliocêntrica). Ele classificava o sistema ptolomaico como um modelo meramente imaginário, capaz de prever posições planetárias mas não real ou físico. O sistema de al-Bitruji se difundiu pela maior parte da Europa ao longo do século XIII. Técnicas matemáticas desenvolvidas nos séculos XIII e XIV pelos astrônomos árabes e persas Mu'ayyad al-Din al-Urdi, Nasir al-Din al-Tusi e Ibn al-Shatir para modelos geocêntricos de movimentos planetários lembram muito as técnicas usadas depois por Copérnico em seus modelos heliocêntricos.

#### Astrônomos europeus após Ptolomeu
Marciano Capela (século V d.C.) opinava que os planetas Vênus e Mercúrio não orbitavam a Terra, mas sim o Sol. Esse modelo foi discutido em comentários anônimos do século IX e é citado por Copérnico como influência sobre seu trabalho. Macróbio (420 d.C.) descreveu um modelo heliocêntrico. João Escoto Erígena (815–877 d.C.) propôs um modelo que se assemelhava ao de Tycho Brahe.
A partir do século XIII, estudiosos europeus estavam cientes de problemas no modelo ptolomaico. O debate surgiu com a recepção das críticas de Averróis a Ptolomeu, reacendendo-se quando o texto de Ptolomeu foi recuperado e traduzido para o latim em meados do século XV. Otto E. Neugebauer, em 1957, argumentou que o debate latino do século XV foi influenciado também pela crítica a Ptolomeu produzida após Averróis, feita pela escola persa de astronomia do período Ilkhanida (séculos XIII e XIV), ligada ao observatório de Maragha (especialmente as obras de al-Urdi, al-Tusi e al-Shatir). Há quem defenda que Copérnico pode ter descoberto independentemente o par de Tusi ou que retirou a ideia do Comentário sobre o Primeiro Livro de Euclides, de Proclo, que Copérnico cita. Outra possibilidade é que Copérnico tenha conhecido esse dispositivo matemático através do Questiones de Spera de Nicole Oresme, que descreve como poderia haver um movimento linear de vai e vem de um corpo celeste por meio da combinação de movimentos circulares semelhantes aos propostos por al-Tusi.
Na época de Copérnico, a versão mais atualizada do sistema ptolomaico era a de Georg von Peuerbach (1423–1461) e seu discípulo Regiomontanus (1436–1476). A visão recebida por Copérnico é resumida nas Theoricae novae planetarum, de Peuerbach, compiladas das anotações de aula por Regiomontanus em 1454, mas publicadas apenas em 1472. Peuerbach buscava dar uma apresentação matematicamente mais elegante do sistema ptolomaico, sem no entanto alcançar o heliocentrismo. Regiomontanus foi professor de Domenico Maria Novara da Ferrara, que por sua vez ensinou Copérnico. Existe a possibilidade de Regiomontanus ter chegado ao heliocentrismo antes de morrer em 1476, pois ele deu especial atenção à teoria heliocêntrica de Aristarco em um trabalho tardio, mencionando “o movimento da Terra” em uma carta.
O estado do conhecimento sobre a teoria planetária recebido por Copérnico se encontra resumido em Theoricae Novae Planetarum, de Peuerbach (impressa em 1472 por Regiomontanus). Por volta de 1470, a precisão das observações feitas pela escola de astronomia de Viena, da qual faziam parte Peuerbach e Regiomontanus, era alta o suficiente para tornar inevitável o surgimento do heliocentrismo; de fato, é possível que Regiomontanus já tivesse desenvolvido uma teoria heliocêntrica explícita antes de 1476, cerca de 30 anos antes de Copérnico.

## Teoria copernicana
A principal obra de Copérnico, De revolutionibus orbium coelestium (Sobre as Revoluções das Esferas Celestes; primeira edição em 1543, em Nuremberg, segunda edição em 1566, em Basileia), foi um compêndio de seis livros publicados no ano de sua morte, embora o autor já tivesse chegado à sua teoria várias décadas antes. Esse trabalho marca o começo do afastamento do universo (geo e antropocêntrico) com a Terra no centro, para uma visão em que a Terra seria apenas outro planeta, movendo-se em torno do Sol fixo uma vez por ano e girando em seu eixo uma vez por dia. Todavia, Copérnico não colocou o Sol exatamente no centro do universo, mas próximo dele. O sistema de Copérnico usou apenas movimentos circulares uniformes, corrigindo o que muitos consideravam a principal deselegância do sistema ptolomaico.
O modelo copernicano substituiu os círculos equante de Ptolomeu por mais epiciclos. Os 1 500 anos em que vigorou o sistema ptolomaico ajudaram a criar estimativas mais precisas dos movimentos planetários, o que beneficiou Copérnico. Isso explica por que o sistema de Copérnico tinha ainda mais epiciclos do que o de Ptolomeu, tornando as medições mais exatas das posições planetárias, “embora não a ponto de nos empolgar muito”. Copérnico resumiu seu sistema em diversas proposições, como fez em seu breve Commentariolus, distribuído apenas a amigos, provavelmente na década de 1510. Esse “pequeno comentário” nunca foi impresso, sendo conhecido apenas indiretamente até que um exemplar foi descoberto em Estocolmo, por volta de 1880, e outro em Viena alguns anos depois.
As características principais da teoria copernicana são:
1. Os movimentos celestes são uniformes, eternos e circulares, ou compostos de vários círculos (epiciclos).
2. O centro do universo fica próximo ao Sol.
3. Ao redor do Sol, em ordem, estão Mercúrio, Vênus, a Terra e Lua, Marte, Júpiter, Saturno e as estrelas fixas.
4. A Terra apresenta três movimentos: rotação diária, revolução anual e inclinação anual de seu eixo.
5. O movimento retrógrado dos planetas é explicado pelo movimento da Terra, que, em suma, também sofre influência dos planetas e outros corpos celestes ao seu redor.
6. A distância da Terra ao Sol é pequena em comparação com a distância às estrelas.

A inspiração de Copérnico não veio da observação direta dos planetas, mas da leitura de dois autores, Cícero e Plutarco. Em Cícero, Copérnico encontrou referência à teoria de Hicetas. Em Plutarco, havia um relato sobre os pitagóricos Heráclides Pôntico, Filolau e Ecfanto. Esses autores haviam proposto uma Terra móvel, porém que não girava ao redor de um Sol central. Copérnico cita Aristarco e Filolau em um manuscrito inicial de seu livro que chegou até nós, ao dizer: “Filolau acreditava na mobilidade da Terra, e alguns até dizem que Aristarco de Samos também sustentava essa opinião”. Não se sabe por que (talvez por relutância em citar fontes pré-cristãs), Copérnico omitiu essa passagem na versão final publicada.

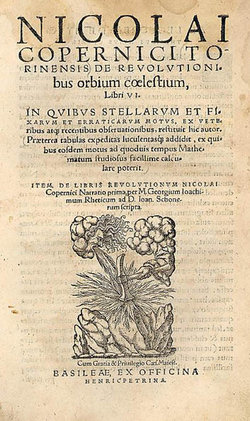
Nicolai Copernicito Torinensis De Revolutionibus Orbium Coelestium, Libri VI (Sobre as Revoluções das Esferas Celestes, em seis livros) (página de rosto da 2.ª edição, Basileia, 1566)

Copérnico empregou o que se conhece hoje como lema de Urdi e par de Tusi nos mesmos modelos planetários que se encontram em fontes árabes. Além disso, a exata substituição do equant por dois epiciclos, usada por Copérnico no Commentariolus, já aparecia em obra anterior de al-Shatir. Os modelos lunar e de Mercúrio de al-Shatir também são idênticos aos de Copérnico. Alguns estudiosos defendem que Copérnico devia ter acesso a uma obra, ainda não identificada, que reunia as ideias desses astrônomos anteriores. No entanto, nunca se encontrou tal obra, e outros pesquisadores argumentam que Copérnico pode ter desenvolvido essas ideias independentemente da tradição islâmica tardia. De todo modo, Copérnico citou alguns dos astrônomos islâmicos cujas teorias e observações ele aproveitou em De Revolutionibus, entre eles al-Battani, Thabit ibn Qurra, al-Zarqali, Averróis e al-Bitruji. A hipótese de que o conceito do par de Tusi poderia ter chegado à Europa sem deixar muitos rastros de manuscritos traduzidos também foi levantada, pois teria ocorrido sem a tradução de textos árabes para o latim. Um possível caminho de transmissão seria via ciência bizantina, pois Gregory Choniades traduziu algumas obras de al-Tusi do árabe para o grego bizantino. Alguns manuscritos gregos que contêm o par de Tusi ainda existem na Itália.

### De revolutionibus orbium coelestium
Quando o compêndio de Copérnico foi publicado, trazia um prefácio anônimo e não autorizado, escrito por um amigo, o teólogo luterano Andreas Osiander. Esse prefácio alegava que Copérnico escrevera seu relato heliocêntrico do movimento da Terra como hipótese matemática, e não como algo verdadeiro ou mesmo provável. Como a teoria copernicana parecia contradizer o relato do Antigo Testamento sobre o Sol girar em torno da Terra (Josué 10:12-13), acredita-se que o texto buscava atenuar uma possível reação religiosa. Contudo, não há evidência de que Copérnico considerasse seu modelo heliocêntrico apenas conveniente do ponto de vista matemático, separado da realidade.
A obra propriamente dita começa com uma carta de seu amigo Nikolaus von Schönberg, Cardeal Arcebispo de Cápua (já falecido à época da publicação), encorajando Copérnico a publicar sua teoria. Em seguida, há uma longa introdução em que Copérnico dedica o livro ao Papa Paulo III, afirmando que seu motivo para escrevê-lo estava relacionado à incapacidade dos astrônomos anteriores de chegarem a uma teoria adequada para os planetas, e observando que, se seu sistema aumentasse a precisão das previsões astronômicas, ele permitiria à Igreja elaborar um calendário mais exato. Naquele tempo, a reforma do calendário juliano era considerada necessária e figurava como um dos principais motivos para o interesse da Igreja na astronomia.
A obra em si se divide em seis livros:
1. O primeiro apresenta uma visão geral da teoria heliocêntrica e uma exposição resumida de sua ideia de Cosmos.
2. O segundo é predominantemente teórico, cobrindo princípios de astronomia esférica e listando estrelas (base para os argumentos nos livros seguintes).
3. O terceiro dedica-se principalmente aos movimentos aparentes do Sol e a fenômenos correlatos.
4. O quarto descreve a Lua e seus movimentos orbitais.
5. O quinto expõe de forma concreta o novo sistema, incluindo a longitude planetária.
6. O sexto desenvolve essa exposição, abordando também a latitude planetária.

## Críticas iniciais

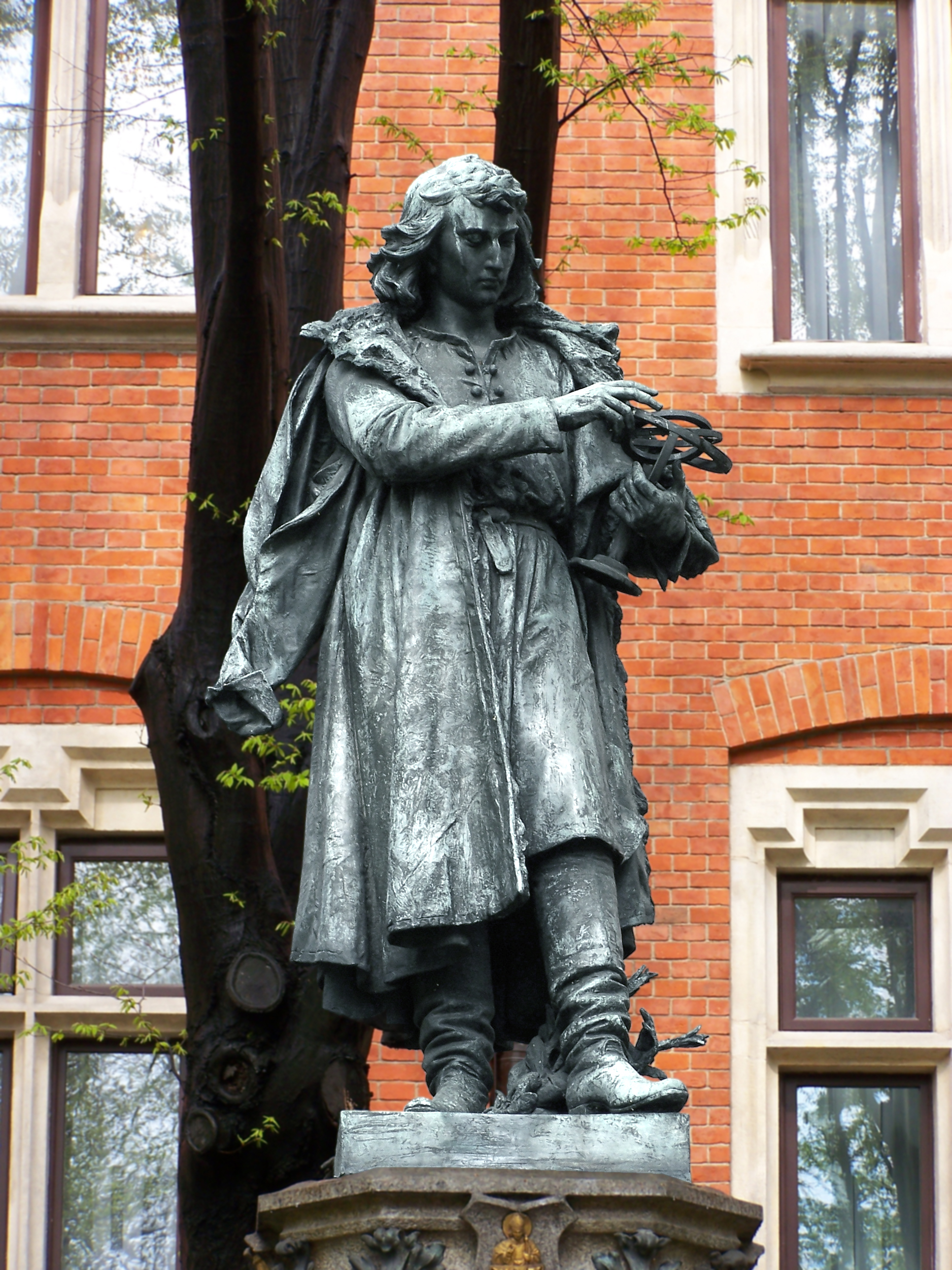
Estátua de Copérnico próxima ao Collegium Novum, da Universidade Jaguelônica em Cracóvia

Desde a publicação até aproximadamente 1700, poucos astrônomos se convenceram do sistema copernicano, embora o livro tenha sido relativamente bem difundido (sobreviveram cerca de 500 exemplares das primeiras duas edições, número grande pelos padrões científicos da época). Raros contemporâneos de Copérnico aceitavam realmente que a Terra se movia. Até 45 anos após a edição de De Revolutionibus, o astrônomo Tycho Brahe chegou a construir uma cosmologia essencialmente idêntica à de Copérnico, mas com a Terra imóvel no centro, em vez do Sol. Somente uma geração depois surgiu uma comunidade de astrônomos que endossava o heliocentrismo.
Para os contemporâneos, as ideias de Copérnico não eram marcadamente mais simples de usar do que o modelo geocêntrico, nem produziam previsões planetárias muito mais exatas. Ele mesmo sabia disso e não podia apresentar “provas” observacionais, baseando-se mais em argumentos de coerência e elegância. O modelo copernicano também parecia contrário ao senso comum e a passagens bíblicas.
As objeções de Tycho Brahe, provavelmente o astrônomo mais conceituado de seu tempo, ilustram os argumentos de cunho físico, teológico e mesmo astronômico contra o heliocentrismo. Tycho apreciava a elegância do sistema copernicano, mas negava a possibilidade de uma Terra em movimento, baseando-se na física, astronomia e religião vigentes. A Física aristotélica (faltava ainda um século para surgir a física newtoniana) não explicava o movimento de um corpo maciço como a Terra, mas justificava facilmente o movimento de corpos celestes, assumindo que eles eram feitos de uma substância distinta, chamada éter, de movimento natural. Então Tycho dizia que o sistema copernicano “… contorna com habilidade tudo o que é supérfluo ou contraditório no sistema de Ptolomeu. Em nenhum ponto ofende o princípio da matemática. E, no entanto, atribui à Terra, aquele corpo pesado e preguiçoso, inadequado para se mover, um movimento tão rápido quanto o das tochas etéreas, e ainda triplo”. Assim, muitos astrônomos aceitavam alguns aspectos da teoria copernicana, mas não outros.

## Revolução Copernicana

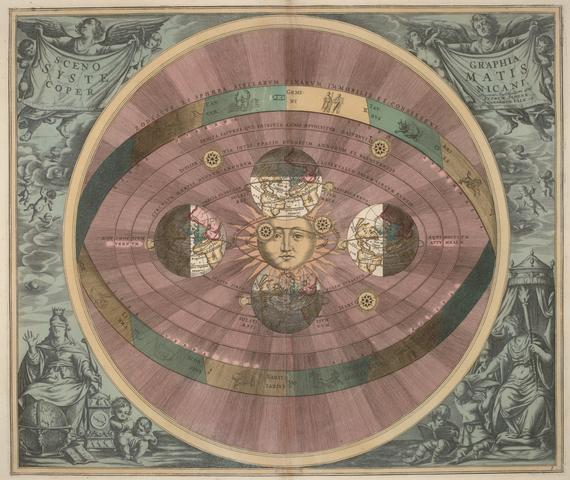
Ilustração do sistema copernicano por Andreas Cellarius, no Harmonia Macrocosmica (1660)

A chamada Revolução Copernicana—uma mudança de paradigma do modelo ptolomaico (Terra imóvel no centro do universo) para o modelo heliocêntrico (Sol no centro do Sistema Solar)—transcorreu ao longo de mais de um século, desde a publicação de De revolutionibus orbium coelestium até os trabalhos de Isaac Newton. Embora recebidas com reservas por seus contemporâneos, as ideias de Copérnico influenciaram fortemente cientistas posteriores como Galileu e Johannes Kepler, que adotaram, defenderam e (no caso de Kepler) aperfeiçoaram-nas. Nos anos após a publicação de De Revolutionibus, para astrônomos como Erasmus Reinhold, o atrativo principal das ideias de Copérnico era que estas resgatavam a noção de movimentos circulares uniformes para os planetas.
Durante o século XVII, várias descobertas adicionais levaram a uma aceitação mais ampla do heliocentrismo:
- Com observações detalhadas de Tycho Brahe, Kepler descobriu que a órbita de Marte era uma elipse com o Sol em um de seus focos, e que a velocidade do planeta variava conforme sua distância ao Sol. Ele descreveu isso em seu livro Astronomia nova de 1609, declarando também que todos os planetas se moviam em elipses com movimentos não uniformes, e dizendo: “E por fim... o próprio Sol... derreterá todo esse aparato ptolomaico como manteiga”.[50]
- Usando o recém-inventado telescópio, em 1610 Galileu observou as quatro grandes luas de Júpiter (evidência de que o Sistema Solar continha corpos que não orbitavam a Terra), as fases de Vênus (outra evidência contrária à teoria ptolomaica) e a rotação do Sol em torno de um eixo fixo:[51] evidenciado pela variação anual aparente do movimento das manchas solares;
- Com o telescópio, Giovanni Zupi observou as fases de Mercúrio em 1639;
- Em 1687, Isaac Newton propôs a gravitação universal e a lei de inverso do quadrado da distância para explicar as órbitas elípticas de Kepler.

## Visões modernas

### Basicamente correto
Do ponto de vista atual, o modelo de Copérnico tem várias vantagens. Ele deu uma explicação clara para a causa das estações do ano: o eixo da Terra não é perpendicular ao plano de sua órbita. Além disso, sua teoria ofereceu uma explicação simples para o movimento retrógrado aparente dos planetas — resultante de deslocamentos paraláticos devido ao movimento da Terra em torno do Sol — ponto importante para Johannes Kepler crer que a teoria era basicamente correta. No modelo heliocêntrico, os movimentos retrógrados dos planetas quando estão em oposição ao Sol surgem naturalmente de suas órbitas em torno do Sol, enquanto no sistema geocêntrico tais retrogradações precisavam ser justificadas por meio de arranjos ad hoc nos epiciclos, ligados misteriosamente ao movimento do Sol.

### Historiografia moderna
Se as proposições de Copérnico foram “revolucionárias” ou “conservadoras” é tema de debate na historiografia da ciência. Em seu livro The Sleepwalkers: A History of Man's Changing Vision of the Universe (1959), Arthur Koestler tentou desconstruir a “revolução” copernicana, retratando Copérnico como um covarde, receoso de publicar suas ideias por medo do ridículo. Thomas Kuhn argumentou que Copérnico apenas transferiu “algumas propriedades para o Sol, entre as várias funções astronômicas que antes se atribuía à Terra”. Pesquisadores posteriores alegam que Kuhn subestimou o que havia de “revolucionário” na obra de Copérnico e realçam a dificuldade de Copérnico em propor uma nova teoria astronômica baseando-se unicamente na simplicidade geométrica, já que ele não possuía evidências experimentais.